# Сырбу, Лучьян
Лучьян Михай Сырбу (рум. Lucian Mihai Sîrbu, родился 16 октября 1976 года в Бухаресте) — румынский регбист, выступавший на позиции скрам-хава.

## Биография
Выступал на протяжении своей карьеры за румынский клуб «Стяуа», а также за клубы разных французских дивизионов, в том числе за «Расинг Метро 92» и «Безье Эро» в Про Д2. В составе румынской сборной сыграл 76 игр и набрал 50 очков; дебют состоялся 13 апреля 1996 года в игре против Португалии, последнюю игру сыграл 24 сентября 2011 года против Англии. 10 матчей провёл на чемпионатах мира (по 4 игры в 2003 и 2007 годах, 2 матча в 2011 году), единственную попытку на Кубке мира занёс в 2003 году в игре против Намибии (победа Румынии со счётом 37:7).
В 1997 году выступал на чемпионате мира по регби-7 в Гонконге.

## Достижения
- Чемпион Румынии: 1999, 2003, 2005